# Pericyma yendola
Pericyma yendola là một loài bướm đêm trong họ Erebidae.